# Zapuže, Šentjernej
Zapuže so naselje v Občini Šentjernej.